# Nicolas Gardien
Nicolas Gardien est un joueur français de volley-ball né le 12 juin 1989 à Saint-Avold (Moselle). Il mesure 2,05 m et joue au poste de central à l'AS Saint-Jean-d'Illac.

## Clubs
| Club                         | De        | À         |
| ---------------------------- | --------- | --------- |
| Narbonne Volley              | 2009-2010 | 2010-2011 |
| Chaumont Volley-Ball 52      | 2011-2012 | 2011-2012 |
| Asnières Volley 92           | 2012-2013 | 2012-2013 |
| Martigues Volley-Ball        | 2013-2014 | 2013-2014 |
| Tours Volley-Ball            | 2014-2015 | 2015-2016 |
| Grand Nancy Volley-Ball      | 2016-2017 | 2016-2017 |
| ASUL Lyon Volley-Ball        | 2017-2018 | 2018-2019 |
| Plessis-Robinson Volley-Ball | 2019-2020 | 2019-2020 |
| AS Saint-Jean-d'Illac        | 2020-2021 | ...       |

## Palmarès
- Championnat d'Europe des moins de 21 ans (1)
  - Vainqueur : 2008
- Championnat de Ligue B de volley-ball masculin
  - Vainqueur : 2010
  - Vainqueur : 2012
- Supercoupe de France de volley-ball
  - Vainqueur : 2015
- Coupe de France masculine de volley-ball
  - Vainqueur : 2015
- Championnat de France d'Élite masculine de volley-ball
  - Vainqueur : 2015
- Coupe de France de Volley-Ball Amateur
  - Vainqueur : 2019